# Dactylopsila trivirgata
Dactylopsila trivirgata hay sóc túi sọc là một loài động vật có vú trong họ Petauridae, bộ Hai răng cửa. Loài này được Gray mô tả năm 1858.

## Hình ảnh

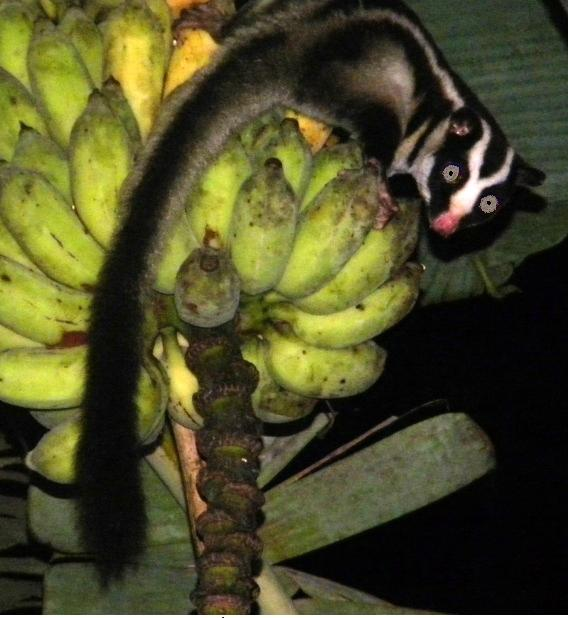
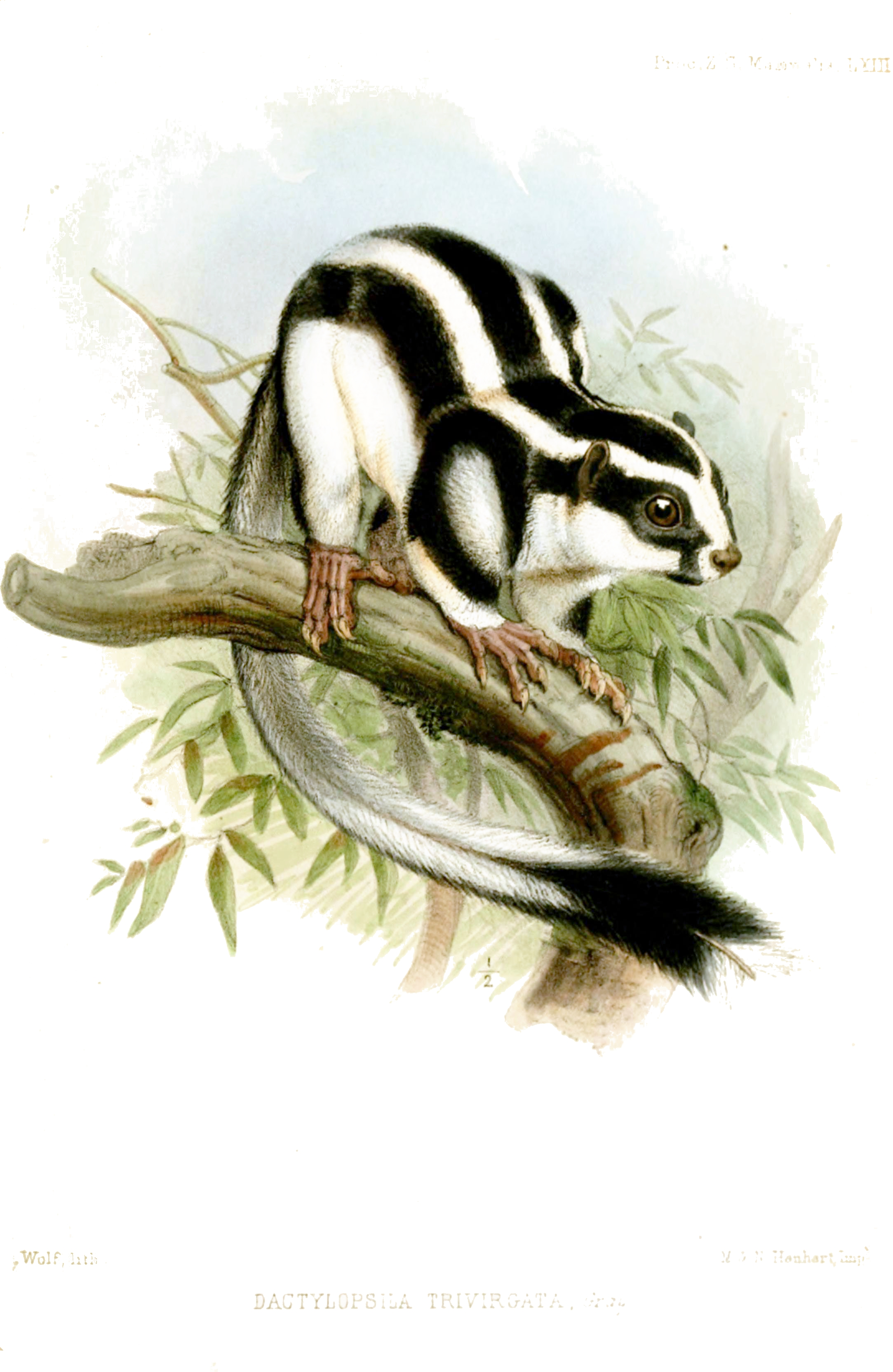